# 中村秀仁
中村秀仁（なかむら ひでひと、1945年（昭和20年）8月19日 - ）は、日本の囲碁棋士。山梨県出身、長谷川章名誉九段門下、日本棋院所属、九段。首相杯争奪高段者トーナメント優勝、など。

## 経歴
1966年初段。1967年二段。1968年大手合第二部5等、三段。1969年四段。1972年五段。
1976年第1期新人王戦準優勝、首相杯ベスト4、六段。1978年、棋聖戦六段戦優勝、首相杯優勝、七段。1979年十段戦勝者戦ベスト4。1981年八段。1983年棋聖戦八段戦準優勝し最高棋士決定戦出場、準々決勝で藤沢秀行に敗退。1984年大手合第一部2等。1985年九段。1987年天元戦ベスト8。
1979年、1983年に日中囲碁交流訪中団に参加。2005−06年に棋士会副会長。通算成績748勝516敗7ジゴ（2020年3月）。